# Coastal California

Le contee che comunemente vengono considerate costitutive della Coastal California.

La Coastal California (California Costiera), conosciuta anche come California Coastline o Golden Coast, raccoglie le regioni costiere dello stato statunitense della California. Il termine non è puramente geografico in quanto tiene conto anche delle tendenze culturali, economiche e politiche degli abitanti.

## Geografia

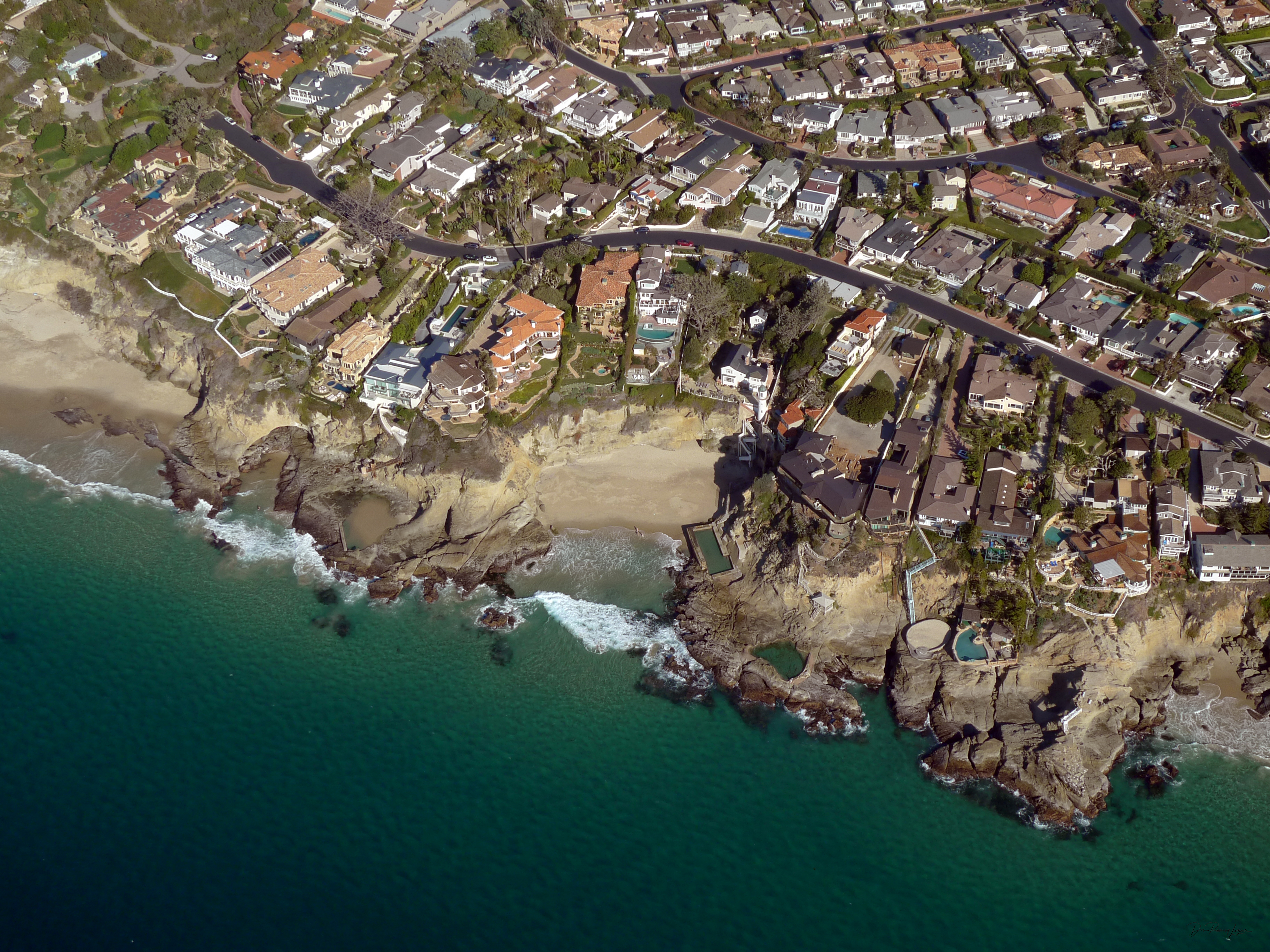
La Three Arch Bay, Laguna Beach in California meridionale

L'area comprende la North Coast (Costa Nord), la San Francisco Bay Area (l'area della baia di San Francisco comprendente anche la Silicon Valley), la Central Coast (Costa Centrale), e la South Coast (Costa Sud). Durante il censimento del 2000, all'incirca un terzo delle famiglie nella Coastal California ha un reddito superiore ai 75 000 $, se confrontato con il 17.6% della Central Valley e il 22.5% della media nazionale statunitense.
La regione è conosciuta per essere la casa di comunità artigiane come Laguna Beach e Carmel ma anche per l'habitat naturale riscontrabile nelle Redwood Forests della North Coast. Nonostante l'area sia stata sempre relativamente costosa se confrontata con la media degli USA o con gli stati dell'entroterra, il recente boom lo ha reso il mercato immobiliare più costoso della nazione. una pubblicazione dell'ottobre 2004 da parte di CNN Money ha reso noto che una casa da 2 200 piedi quadri (200 m²)  in un "middle management neighborhood" (quartiere di quadro intermedio) costa circa 1.8 milioni di dollari.

## Politica
In contrasto con la maggior parte delle contee costiere della California, solo la Contea di Del Norte, la Contea di San Luis Obispo, la Contea di Ventura, la Contea di Orange, e la Contea di San Diego hanno votato per l'ex presidente repubblicano George W. Bush nel 2000; le stesse contee hanno ripetuto la scelta nel 2004. La città e la contea di San Francisco, la contea che votato maggiormente per il partito Democratico, ha dato il 76% dei voti al democratico Al Gore nel 2000 e l'83% al democratico John Kerry nel 2004.
Nel 2008, solo la Contea di Del Norte e la Contea di Orange hanno votato per il repubblicano John McCain con uno scarto minore del 5% mentre San Francisco è risultata nuovamente la contea più democratica con l'84% dei voti per Barack Obama. Nel 2012, solo le 2 contee di Del Norte e di Orange hanno votato per il repubblicano Mitt Romney con uno scarto rispettivamente del 9.4% e del 6.3%, mentre San Francisco ha dato nuovamente l'84% for Obama. Nel 2016, tutte le contee, anche la tradizionale contea repubblicana di Orange, hanno votato per la democratica Hillary Clinton, eccetto per la Contea di Del Norte.

## Contee

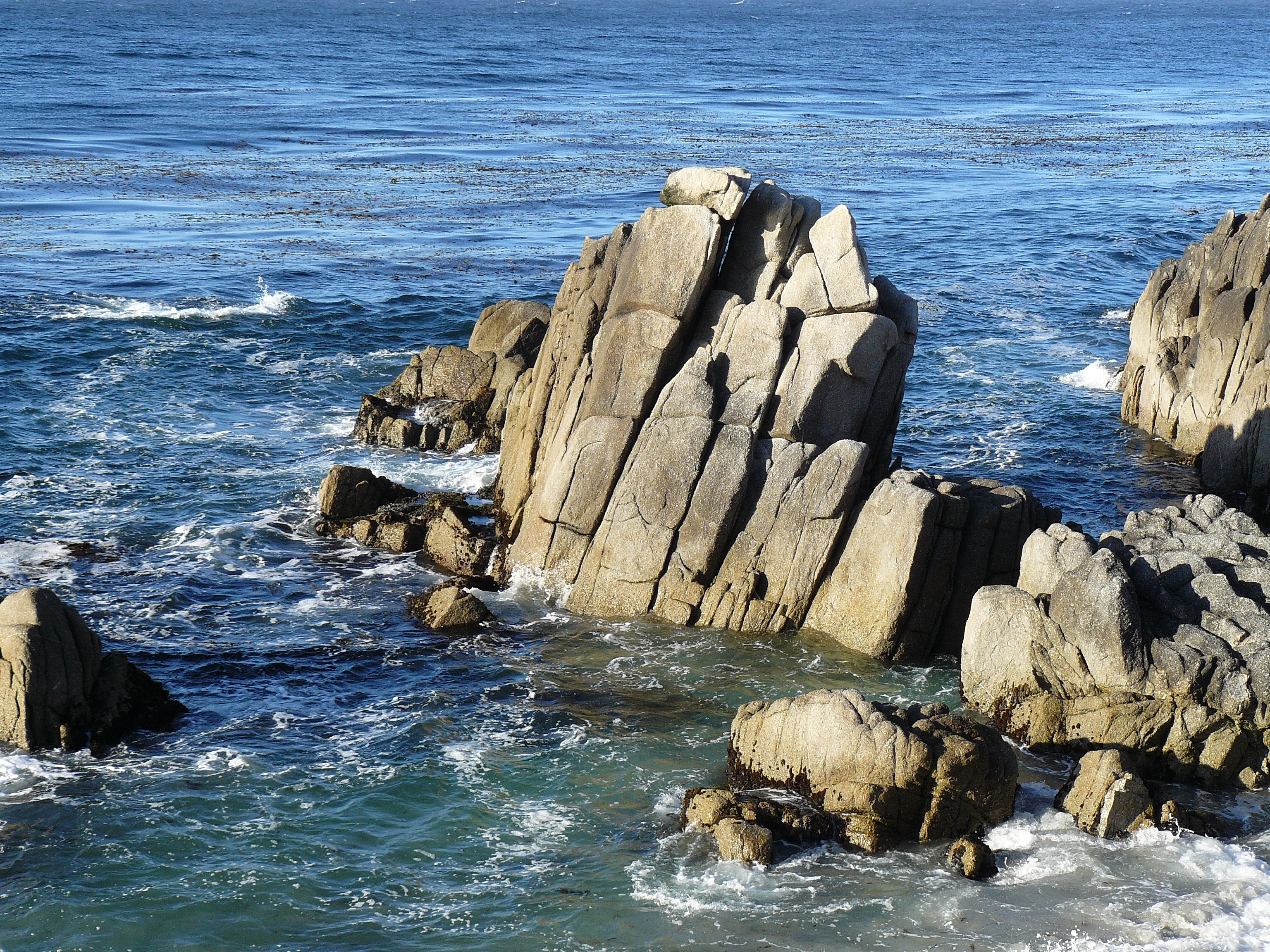
Litorale a Monterey Bay, Pacific Grove, contea di Monterey

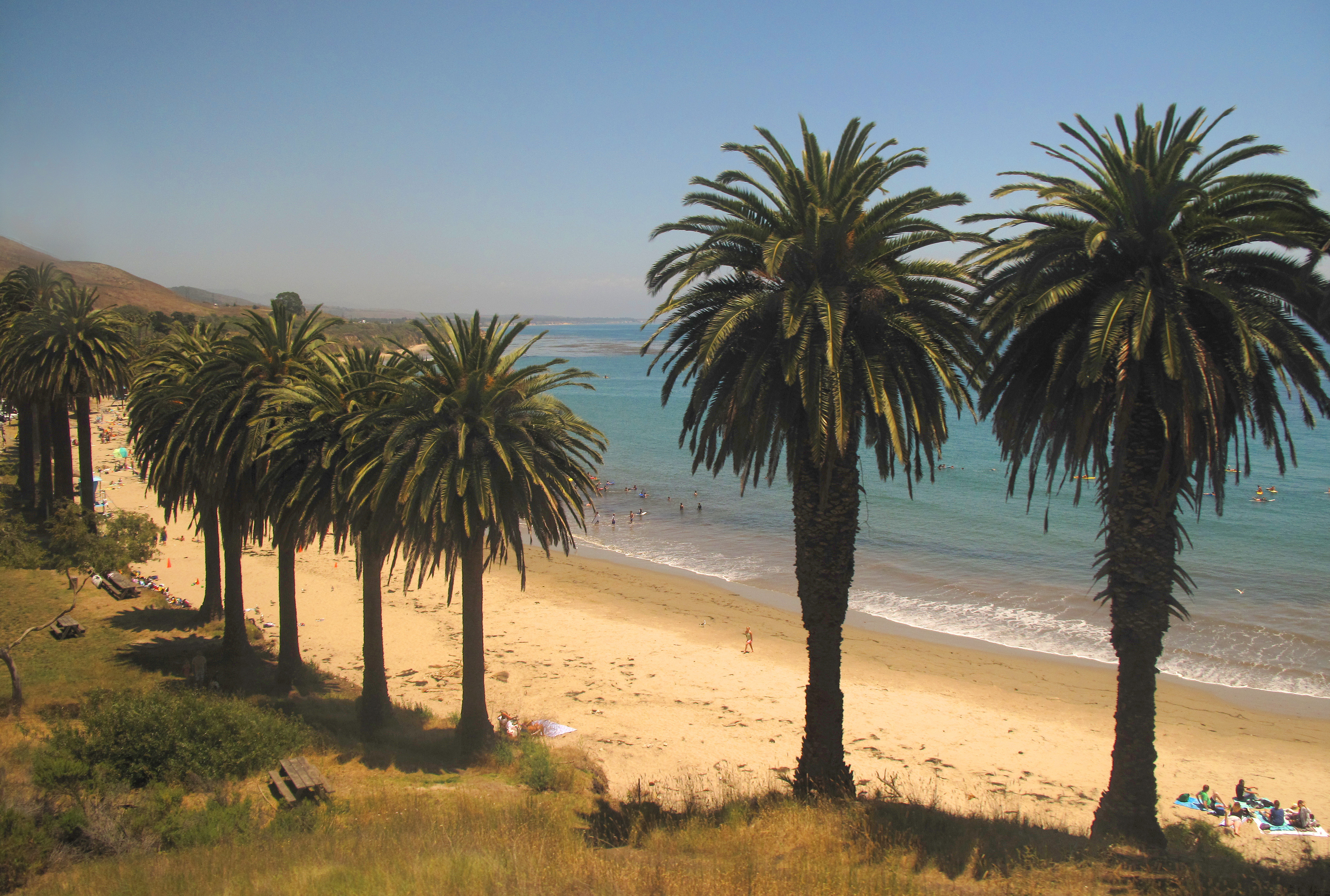
Spiaggia a sud di Gaviota, California

Le contee comunemente considerate parte della California sono:
- Alameda County, California
- Contra Costa County, California
- Del Norte County, California
- Humboldt County, California
- Los Angeles County, California
- Marin County, California
- Mendocino County, California
- Monterey County, California
- Napa County, California
- Orange County, California
- San Benito County, California
- San Diego County, California
- San Francisco, California
- San Luis Obispo County, California
- San Mateo County, California
- Santa Barbara County, California
- Santa Clara County, California
- Santa Cruz County, California
- Sonoma County, California
- Ventura County, California

Le due contee a volte incluse nella Coastal California sono:
- Lake County, California
- Solano County, California